# Calamaria modesta
Calamaria modesta е вид змия от семейство Смокообразни (Colubridae). Видът не е застрашен от изчезване.

## Разпространение и местообитание
Разпространен е в Индонезия (Суматра и Ява) и Малайзия (Сабах).
Обитава гористи местности, възвишения, крайбрежия и плата.